# Islom Inomov
Islom Inomov (30 maggio 1984) è un ex calciatore uzbeko, di ruolo difensore.

## Carriera

### Club
Durante la sua carriera ha giocato con numerose squadre di club, tra cui il Liaoning Whowin, in cui ha militato nel 2010.

### Nazionale
Conta 37 presenze con la Nazionale uzbeka.

## Palmarès

### Club

#### Competizioni nazionali
- Campionato uzbeko: 3

Paxtakor: 2004, 2006, 2007
- Coppa dell'Uzbekistan: 3

Paxtakor: 2004, 2006, 2007

#### Competizioni internazionali
- Coppa dei Campioni della CSI: 1

Paxtakor: 2007